# William H. Whyte
William Hollingsworth "Holly" Whyte (1917, West Chester, Pensilvânia – 12 de janeiro de 1999, Nova York) foi um sociólogo e jornalista estadunidense.

## Biografia
Formou-se pela Princeton University e serviu no Marine Corps. Em 1946, entrou para a revista Fortune. Em 1956, depois de ter realizado para a revista uma série de entrevistas com CEOs de grandes empresas como General Electric e Ford, escreveu um bestseller intitulado The Organization Man.
Whyte também foi consultor em vários projetos de planejamento urbano, particularmente na cidade de Nova York.

## Obras
- Is Anybody Listening? (1952)
- The Organization Man (1956)
- Securing Open Spaces for Urban America (1959)
- Cluster Developmen (1964)
- The Last Landscape (1968)
- The Social Life of Small Urban Spaces (1980)
- City: Rediscovering the Center (1988)